# Kabinett Noda (1. Umbildung)
Das zum ersten Mal umgebildete Kabinett Noda (jap. 野田第1次改造内閣, Noda daiichiji kaizō naikaku) regierte Japan unter Führung von Premierminister Yoshihiko Noda vom 13. Januar 2012 bis zu einer erneuten Kabinettsumbildung am 4. Juni 2012. Für die Ende Januar beginnende Sitzungsperiode des nationalen Parlaments, die Haushaltsberatungen für das im April beginnende Fiskaljahr 2012 und für ein Gesetz zur Erhöhung der Mehrwertsteuer ersetzte Noda mehrere Minister, darunter zwei (Kenji Yamaoka und Yasuo Ichikawa), gegen die das von der Opposition dominierte Sangiin (Rätehaus), das Oberhaus, nicht bindende Misstrauensanträge verabschiedet hatte. Außerdem berief er Katsuya Okada zum Vizepremierminister und übertrug ihm mehrere Aufgaben; vor allem sollte er die Reform von Steuersystem und Sozialversicherungen lenken, für die die Regierung mit der Oppositionsmehrheit im Sangiin kooperieren musste. Die meisten Minister wurden aus dem erst seit September 2011 amtierenden Vorgängerkabinett übernommen. Am 10. Februar wurden anlässlich der Einrichtung der neuen Wiederaufbaubehörde einige Ministerposten neu verteilt und Masaharu Nakagawa wurde wieder ins Kabinett berufen.
Die Regierungskoalition bestand wie bereits seit 2010 weiterhin aus Demokratischer Partei (DPJ) und Neuer Volkspartei (NVP); ohne formale Einbindung in die Koalition kooperierten im Parlament die neue „Daichi – Wahre Demokratische Partei“ (bis 2011: Neue Partei Daichi) und zunächst bis April 2012 die Neue Partei Japan.
In den Verhandlungen über die Mehrwertsteuererhöhung mit der Opposition stimmte Noda im Juni 2012 einer erneuten Kabinettsumbildung zu.

## Staatsminister
| Amt | Name                               | Bild              | Kammer  | Fraktion | Faktion(en)                       |
| --- | ---------------------------------- | ----------------- | ------- | -------- | --------------------------------- |
| Premierminister | Yoshihiko Noda                     | Yoshihiko Noda    | Shūgiin | DPJ      | (Noda)                            |
| Erster designierter Minister nach Artikel 9 des Kabinettsgesetzes (Vizepremierminister) Staatsminister für „Erneuerung der Verwaltung“ (gyōsei sasshin) Staatsminister für „neues Gemeinwesen“ (atarashii kōkyō), Bekämpfung des Geburtenrückgangs, Geschlechtergleichstellung (bis 10. Februar) zuständig für Verwaltungsreform, integrierte Reform von Sozialversicherungen und Steuern, Beamtenreform | Katsuya Okada                      | Katsuya Okada     | Shūgiin | DPJ      | —                                 |
| Staatsminister, die ein Ministerium leiten |                                    |                   |         |          |                                   |
| Minister für Innere Angelegenheiten und Kommunikation Staatsminister für Angelegenheiten von Okinawa und der Nördlichen Territorien Staatsminister zur „Förderung der Souveränität der Regionen“ (chiiki shuken suishin) zuständig für die „Belebung der Regionen“ (chiiki kasseika) | Tatsuo Kawabata                    | Tatsuo Kawabata   | Shūgiin | DPJ      | Kawabata                          |
| Justizminister | Toshio Ogawa                       | Toshio Ogawa      | Sangiin | DPJ      | Kan                               |
| Außenminister | Kōichirō Gemba                     | Kōichirō Gemba    | Shūgiin | DPJ      | Gemba                             |
| Finanzminister | Jun Azumi                          | Jun Azumi         | Shūgiin | DPJ      | Maehara                           |
| Minister für Bildung, Kultur, Sport, Wissenschaft und Technologie | Hirofumi Hirano                    | Hirofumi Hirano   | Shūgiin | DPJ      | Hirano                            |
| Ministerin für Gesundheit, Arbeit und Soziales | Yōko Komiyama                      | Yōko Komiyama     | Shūgiin | DPJ      | Maehara                           |
| Minister für Landwirtschaft, Forsten und Fischerei | Michihiko Kano                     | Michihiko Kano    | Shūgiin | DPJ      | Kano                              |
| Minister für Wirtschaft, Handel und Industrie Staatsminister für die „Organisation zur Unterstützung von Entschädigungen für Atomkraftschäden“ (genshiryoku songai baishō shien kikō) zuständig für wirtschaftliche Schäden durch die Atomkraft | Yukio Edano                        | Yukio Edano       | Shūgiin | DPJ      | Maehara                           |
| Minister für Land, Infrastruktur und Transport zuständig für maritime Angelegenheiten | Takeshi Maeda                      | Takeshi Maeda     | Sangiin | DPJ      | Hata                              |
| Umweltminister Staatsminister für „Atomkraftverwaltung“ (genshiryoku gyōsei) zuständig für die „Normalisierung und Rückfallprävention der Atomkraftunfälle“ (gempatsu jiko no shūsoku oyobi saihatsu bōshi) | Gōshi Hosono                       | Gōshi Hosono      | Shūgiin | DPJ      | Maehara                           |
| Verteidigungsminister | Naoki Tanaka                       | Naoki Tanaka      | Sangiin | DPJ      | Ozawa                             |
| Chefkabinettssekretär |                                    |                   |         |          |                                   |
| Chefkabinettssekretär | Osamu Fujimura                     | Osamu Fujimura    | Shūgiin | DPJ      | Noda                              |
| Staatsminister ohne Ministerium |                                    |                   |         |          |                                   |
| Vorsitzender der Nationalen Kommission für Öffentliche Sicherheit Staatsminister für Verbraucher und Lebensmittelsicherheit zuständig für die Entführungsfrage | Jin Matsubara                      | Jin Matsubara     | Shūgiin | DPJ      | Ozawa/ Hirano/ Hatoyama/ Kawabata |
| Staatsminister für den Finanzsektor zuständig für Reform des Postwesens | Shōzaburō Jimi                     | Shōzaburō Jimi    | Sangiin | NVP      | —                                 |
| Staatsminister für Wirtschafts- und Finanzpolitik, Wissenschafts- & Technologiepolitik zuständig für „Nationale Strategie“ (kokka senryaku), Weltraumentwicklung | Motohisa Furukawa                  | Motohisa Furukawa | Shūgiin | DPJ      | Maehara                           |
| Staatsminister für Katastrophenschutz (bis 10. Februar) zuständig für den Wiederaufbau nach dem Großen Ostjapanischen Erdbeben (bis 10. Februar) | Tatsuo Hirano                      | Tatsuo Hirano     | Sangiin | DPJ      | Gemba/ Ozawa                      |
| Wiederaufbauminister (ab 10. Februar) | Tatsuo Hirano                      | Tatsuo Hirano     | Sangiin | DPJ      | Gemba/ Ozawa                      |
| Staatsminister für „neues Gemeinwesen“ (atarashii kōkyō), Bekämpfung des Geburtenrückgangs, Geschlechtergleichstellung, Katastrophenschutz | Masaharu Nakagawa (ab 10. Februar) | Masaharu Nakagawa | Shūgiin | DPJ      | Hata                              |

Faktionszugehörigkeiten nach Yomiuri Shimbun; da in der Demokratischen Partei seit der Regierungsübernahme mehrere Faktionen neu gegründet wurden und Abgeordnete auch Mitglieder mehrerer Faktionen gleichzeitig sein können, ist die Aufstellung unvollständig.
Die Staatsminister ohne Ministerium sind naikaku-fu tokumei tantō daijin („Minister beim Kabinettsbüro für besondere Aufgaben“). Zusätzliche besondere Verantwortungsbereiche (beim Kabinettssekretariat oder anderen Ministerien und Behörden) kursiv.
Als Vertreter des Premierministers nach Artikel 9 des Kabinettsgesetzes wurden designiert:
1. Katsuya Okada,
2. Osamu Fujimura,
3. Michihiko Kano,
4. Tatsuo Kawabata,
5. Naoki Tanaka.

## Staatssekretäre
Am 10. Februar wurden Tadahiro Matsushita, Yoshinori Suematsu und Ikkō Nakatsuka zusätzlich als fukkōfukudaijin („Wiederaufbauvizeminister“) sowie Kazuko Kōri, Hiroshi Ōgushi, Izumi Yoshida und Shōgo Tsugawa als parlamentarische Staatssekretäre für Wiederaufbau ernannt.
| Amt | Name                                    | Kammer                               | Fraktion                             | Faktion(en)                          |
| Kabinettssekretariat, Legislativbüro                                                                                    | Kabinettssekretariat, Legislativbüro    | Kabinettssekretariat, Legislativbüro | Kabinettssekretariat, Legislativbüro | Kabinettssekretariat, Legislativbüro |
| --- | --------------------------------------- | ------------------------------------ | ------------------------------------ | ------------------------------------ |
| Stellvertretende Leiter des Kabinettssekretariats                                                                       | Tsuyoshi Saitō                          | Shūgiin                              | DPJ                                  |                                      |
| Stellvertretende Leiter des Kabinettssekretariats                                                                       | Hiroyuki Nagahama                       | Sangiin                              | DPJ                                  |                                      |
| Stellvertretende Leiter des Kabinettssekretariats                                                                       | Makoto Taketoshi                        | —                                    | —                                    | —                                    |
| Leiter des Legislativbüros des Kabinetts                                                                                | Tsuneyuki Yamamoto                      | —                                    | —                                    | —                                    |
| Sonderberater des Premierministers                                                                                      |                                         |                                      |                                      |                                      |
| Sonderberater für den Wiederaufbau nach dem Großen Ostjapanischen Erdbeben, Geburtenrückgangs- und Selbstmordbekämpfung | Yoshinori Suematsu                      | Shūgiin                              | DPJ                                  |                                      |
| Sonderberater für Politikführung unter dem Primat der Politik, Parlamentsangelegenheiten                                | Yoshio Tezuka                           | Shūgiin                              | DPJ                                  |                                      |
| Sonderberater für Außenpolitik und nationale Sicherheit                                                                 | Akihisa Nagashima                       | Shūgiin                              | DPJ                                  |                                      |
| Sonderberater für den Ausgleich zwischen Ministerien und Behörden in Bezug auf wichtige innenpolitische Fragen          | Hiranao Honda                           | Shūgiin                              | DPJ                                  |                                      |
| Sonderberater für Politikführung unter dem Primat der Politik, Parlamentsangelegenheiten                                | Shun’ichi Mizuoka                       | Sangiin                              | DPJ                                  |                                      |
| Vizeminister (Fukudaijin)                                                                                               |                                         |                                      |                                      |                                      |
| Kabinettsbüro | Katsuyuki Ishida                        | Shūgiin                              | DPJ                                  |                                      |
| Kabinettsbüro | Hitoshi Gotō                            | Shūgiin                              | DPJ                                  |                                      |
| Kabinettsbüro | Ikkō Nakatsuka                          | Shūgiin                              | DPJ                                  |                                      |
| Kabinettsbüro | Tadahiro Matsushita (ab 10. Februar)    | Shūgiin                              | NVP                                  | —                                    |
| Kabinettsbüro | Yoshinori Suematsu (ab 10. Februar)     | Shūgiin                              | DPJ                                  | Kan                                  |
| Innere Angelegenheiten und Kommunikation                                                                                | Tōru Kikawada (bis 4. April 2012)       | Shūgiin                              | DPJ                                  |                                      |
| Innere Angelegenheiten und Kommunikation                                                                                | Atsushi Ōshima (ab 6. April 2012)       | Shūgiin                              | DPJ                                  | Kano                                 |
| Innere Angelegenheiten und Kommunikation                                                                                | Kimiaki Matsuzaki                       | Shūgiin                              | DPJ                                  |                                      |
| Justiz | Makoto Taki                             | Shūgiin                              | DPJ                                  |                                      |
| Auswärtige Angelegenheiten                                                                                              | Tsuyoshi Yamaguchi                      | Shūgiin                              | DPJ                                  |                                      |
| Auswärtige Angelegenheiten                                                                                              | Ryūji Yamane                            | Sangiin                              | DPJ                                  |                                      |
| Finanzen | Fumihiko Igarashi                       | Shūgiin                              | DPJ                                  |                                      |
| Finanzen | Yukihisa Fujita                         | Sangiin                              | DPJ                                  |                                      |
| Bildung, Kultur, Sport, Wissenschaft und Technologie                                                                    | Tenzō Okumura                           | Shūgiin                              | DPJ                                  |                                      |
| Bildung, Kultur, Sport, Wissenschaft und Technologie                                                                    | Yūko Mori (bis 4. April 2012)           | Sangiin                              | DPJ                                  | Ozawa                                |
| Bildung, Kultur, Sport, Wissenschaft und Technologie                                                                    | Miho Takai (ab 6. April 2012)           | Shūgiin                              | DPJ                                  | Maehara                              |
| Arbeit, Gesundheit und Soziales                                                                                         | Yoshio Maki (bis 4. April 2012)         | Shūgiin                              | DPJ                                  |                                      |
| Arbeit, Gesundheit und Soziales                                                                                         | Chinami Nishimura (ab 6. April 2012)    | Shūgiin                              | DPJ                                  | Kan                                  |
| Arbeit, Gesundheit und Soziales                                                                                         | Yasuhiro Tsuji                          | Sangiin                              | DPJ                                  |                                      |
| Landwirtschaft, Forsten und Fischerei                                                                                   | Nobutaka Tsutsui                        | Shūgiin                              | DPJ                                  |                                      |
| Landwirtschaft, Forsten und Fischerei                                                                                   | Tsukasa Iwamoto                         | Sangiin                              | DPJ                                  |                                      |
| Wirtschaft, Handel und Industrie                                                                                        | Seishū Makino                           | Shūgiin                              | DPJ                                  |                                      |
| Wirtschaft, Handel und Industrie                                                                                        | Tadahiro Matsushita (bis 10. Februar)   | Shūgiin                              | NVP                                  | —                                    |
| Wirtschaft, Handel und Industrie                                                                                        | Mitsuyoshi Yanagisawa (ab 10. Februar)  | Sangiin                              | DPJ                                  | Kawabata                             |
| Land, Infrastruktur und Verkehr                                                                                         | Ken Okuda                               | Shūgiin                              | DPJ                                  |                                      |
| Land, Infrastruktur und Verkehr                                                                                         | Osamu Yoshida                           | Shūgiin                              | DPJ                                  |                                      |
| Umwelt | Katsuhiko Yokomitsu                     | Shūgiin                              | DPJ                                  |                                      |
| Verteidigung | Shū Watanabe                            | Shūgiin                              | DPJ                                  |                                      |
| Parlamentarische Staatssekretäre (Daijinseimukan)                                                                       |                                         |                                      |                                      |                                      |
| Kabinettsbüro | Hiroshi Ōgushi                          | Shūgiin                              | DPJ                                  |                                      |
| Kabinettsbüro | Kazuko Kōri                             | Shūgiin                              | DPJ                                  |                                      |
| Kabinettsbüro | Yasuhiro Sonoda                         | Shūgiin                              | DPJ                                  |                                      |
| Innere Angelegenheiten und Kommunikation                                                                                | Akio Fukuda                             | Shūgiin                              | DPJ                                  |                                      |
| Innere Angelegenheiten und Kommunikation                                                                                | Ryō Shuhama (bis 4. April 2012)         | Sangiin                              | DPJ                                  |                                      |
| Innere Angelegenheiten und Kommunikation                                                                                | Ken Kagaya (ab 6. April 2012)           | Sangiin                              | DPJ                                  | Kawabata                             |
| Innere Angelegenheiten und Kommunikation                                                                                | Takashi Morita                          | Sangiin                              | NVP                                  | —                                    |
| Justiz | Hiroyuki Tani                           | Sangiin                              | DPJ                                  |                                      |
| Auswärtige Angelegenheiten                                                                                              | Jō Nakano                               | Shūgiin                              | DPJ                                  |                                      |
| Auswärtige Angelegenheiten                                                                                              | Toshiyuki Katō                          | Sangiin                              | DPJ                                  |                                      |
| Auswärtige Angelegenheiten                                                                                              | Kazuyuki Hamada                         | Sangiin                              | NVP                                  | —                                    |
| Finanzen | Mitsuo Mitani                           | Shūgiin                              | DPJ                                  |                                      |
| Finanzen | Izumi Yoshida                           | Shūgiin                              | DPJ                                  |                                      |
| Bildung, Kultur, Sport, Wissenschaft und Technologie                                                                    | Takashi Kii                             | Shūgiin                              | DPJ                                  |                                      |
| Bildung, Kultur, Sport, Wissenschaft und Technologie                                                                    | Mieko Kamimoto                          | Sangiin                              | DPJ                                  |                                      |
| Arbeit, Gesundheit und Soziales                                                                                         | Kazue Fujita                            | Shūgiin                              | DPJ                                  |                                      |
| Arbeit, Gesundheit und Soziales                                                                                         | Yatarō Tsuda                            | Sangiin                              | DPJ                                  |                                      |
| Landwirtschaft, Forsten und Fischerei                                                                                   | Hiroko Nakano                           | Shūgiin                              | DPJ                                  |                                      |
| Landwirtschaft, Forsten und Fischerei                                                                                   | Tetsuo Morimoto                         | Shūgiin                              | DPJ                                  |                                      |
| Wirtschaft, Handel und Industrie                                                                                        | Keirō Kitagami                          | Shūgiin                              | DPJ                                  |                                      |
| Wirtschaft, Handel und Industrie                                                                                        | Mitsuyoshi Yanagisawa (bis 10. Februar) | Sangiin                              | DPJ                                  | Kawabata                             |
| Wirtschaft, Handel und Industrie                                                                                        | Yasuhiro Nakane (ab 10. Februar)        | Sangiin                              | DPJ                                  |                                      |
| Land, Infrastruktur und Verkehr                                                                                         | Shōgo Tsugawa                           | Shūgiin                              | DPJ                                  |                                      |
| Land, Infrastruktur und Verkehr                                                                                         | Kyōichi Tsushima                        | Shūgiin                              | DPJ                                  |                                      |
| Land, Infrastruktur und Verkehr                                                                                         | Kunihiko Muroi                          | Sangiin                              | DPJ                                  |                                      |
| Umwelt | Satoshi Takayama                        | Shūgiin                              | DPJ                                  |                                      |
| Verteidigung | Mitsu Shimojō                           | Shūgiin                              | DPJ                                  |                                      |
| Verteidigung | Hideo Jimpū                             | Shūgiin                              | DPJ                                  |                                      |

## Rücktritte
- Die ozawa-nahen Staatssekretäre Kikawada, Mori, Maki und Shuhama erklärten im Streit um die im Parlament noch zu beschließende, geplante Mehrwertsteuererhöhung am 31. März 2012 ihren Rücktritt, der am 4. April 2012 angenommen wurde.[2]